# 砂魮
砂魮（学名：Barbus amatolicus）為輻鰭魚綱鯉形目鯉科魮屬的其中一個種。被IUCN列為次級保育類動物，分布於非洲南非川斯凱地區，體長可達7公分。

## 扩展阅读
維基物種上的相關：砂魮